# 딸이 좋아요
《딸이 좋아요》는 1983년 9월 26일부터 1983년 10월 29일까지 방송되었던 KBS 1TV 아침 드라마였다.